# Alan Frieze
Alan Michael Frieze (Londres, 25 de outubro de 1945) é um informático britânico. 
Recebeu o Prêmio Fulkerson de 1991. Foi palestrante plenário do Congresso Internacional de Matemáticos em Seul (2014: Random structures and algorithms). É fellow da American Mathematical Society.